# Loss-of-Fluid-Test Reactor
Loss of Fluid Test Reactor (LOFT) – amerykański reaktor badawczy do badań nad zachowaniem się reaktorów w przypadku awarii z utratą chłodziwa (AUCh). Reaktor powstał w Idaho National Laboratory (29. reaktor badawczy w tym ośrodku) i rozpoczął pracę 12 marca 1976. Pracę zakończył w 1985. W październiku 2006 zakończono jego likwidację, objętą szczególnymi zasadami z uwagi na to, że budynek reaktora był wpisany na listę miejsc o szczególnej wartości dla Departamentu Energii USA i włączony do amerykańskiego rejestru miejsc historycznych.
Reaktor stanowił przeskalowaną wersję typowego reaktora wodnego ciśnieniowego PWR. Jego budowa trwała od 1965 do 1975. Jego konstrukcja pozwalała inżynierom, naukowcom, i operatorom, na odtwarzanie i badanie w kontrolowanych warunkach awarii utraty chłodziwa w reaktorze jądrowym, stanowiącą maksymalną awarię projektową reaktorów PWR.
W reaktorze 38 razy badano przebieg takich awarii. Na badaniach tych oparto wiele krajowych i międzynarodowych zaleceń i przepisów konstrukcyjnych reaktorów jądrowych, w szczególności przepisy stanowione przez amerykański dozór jądrowy, Nuclear Regulatory Commission.
W reaktorze przeprowadzono także symulacje awarii reaktora nr 2 elektrowni Three Mile Island, która miała miejsce w 1979 roku.
LOFT umieszczony był na ruchomym podwoziu kolejowym, o masie 16,45 tony, w osłonie bezpieczeństwa o średnicy 21 metrów i wysokości 30 metrów. Ścianę osłony stanowiła również stalowe pokrycie o grubości 30 mm. Platforma kolejowa została oczyszczona i trafiła jako eksponat do obszaru muzealnego Idaho National Laboratory.